# Ninh Phước, Ninh Hòa
Ninh Phước là một xã thuộc thị xã Ninh Hòa, tỉnh Khánh Hòa, Việt Nam.

## Địa lý
Xã Ninh Phước có diện tích 83,86 km², dân số năm 2022 là 10.104 người, mật độ dân số đạt 120 người/km².

## Lịch sử
Ngày 28 tháng 9 năm 2024, Ủy ban Thường vụ Quốc hội ban hành Nghị quyết số 1196/NQ-UBTVQH15 về việc sắp xếp đơn vị hành chính cấp xã của tỉnh Khánh Hòa giai đoạn 2023 – 2025 (nghị quyết có hiệu lực từ ngày 1 tháng 11 năm 2024). Theo đó, sáp nhập toàn bộ 44,42 km² diện tích tự nhiên, quy mô dân số là 2.154 người của Ninh Vân vào xã Ninh Phước.
Xã Ninh Phước có 83,86 km² diện tích tự nhiên và quy mô dân số là 10.104 người.